# Forever After All
«Forever After All» — песня американского кантри-певца Люка Комбса, вышедшая 23 октября 2020 года в качестве бонусного трека с делюксового переиздания второго студийного альбома What You See Is What You Get (2019).
Сингл дебютировал на первом месте в кантри-чарте Hot Country Songs и на втором в Billboard Hot 100.

## История
«Forever After All» была первой песней, которую Комбс написал после того, как он и его жена Николь переехали в свой дом в Теннесси. Она был написан в январе 2019 года и в дальнейшем была дописана в соавторстве с частыми соавторами Комбса, Робом Уиллифордом и Дрю Паркером. Это было выгодно Комбсу, так как он обнаружил, что «легче открываться музе с парнями, с которыми вы много писали». Песня была впервые представлена 27 августа 2020 года в приложении для обмена видео TikTok. Позже он опубликовал в Instagram видео с некоторыми словами из песни. Комбс вспоминал: «Когда мы выдали тизер песни, то реакция людей была действительно потрясающей. Не думаю, что мы ожидали, что она будет такой большой». Он сказал, что они «пытались задержать [песню] на долгое время и не играть её». Песня является продолжением «Beautiful Crazy» и «Better Together», которые были посвящены его жене, на которой он женился в августе 2020 года. Он заявил: «Вы могли бы написать обычную песню о любви, и не сказать, что это невозможно, но влияние моей жены на мою жизнь сильно повлияло на результат этих песен».

## Композиция
«Forever After All» это «нежная», «романтическая» песня о любви в стиле кантри в среднем темпе. В ней показано, как Комбс согласен в отношении уникальных качеств своей жены и того, как, в отличие от материальных вещей, их любовь «в конце концов продлится вечно». В балладе говорится о том, что любовь вечна, даже несмотря на смерть.

## Коммерческий успех
7 ноября 2020 года песня «Forever After All» дебютировала на втором месте в основном американском хит-параде Billboard Hot 100, став лучшим дебютом для Комбса. Это также лучший дебют для любого кантри-певца мужчины, так как Комбс побил рекорд, принадлежавший Гарту Бруксу, под именем Chris Gaines дебютировавший с хитом «Lost in You» на 5-м месте в Hot 100 в 1999 году. Среди всех песен, которые появились в Hot Country Songs, только одна дебютировала выше в Hot 100, чем «Forever»: «Inside Your Heaven» певицы Кэрри Андервуд, которая дебютировала на 1-м месте в Hot 100 в чарте от 2 июля 2005 года, вслед за её коронацией в качестве чемпиона конкурса American Idol того года. Ещё одно достижение связано с этой песней: сразу две кантри-песни в топ-10. Так как «Forever After All» Комбса занимает 2-е место, а на 6-м месте «I Hope» Габби Барретт с участием Чарли Пута (последний хит занимает второе место в рейтинге Hot Country Songs после 14 недель на первом месте).
Хотя это первое подобное удвоение только после чарта от 29 августа, когда «7 Summers» Моргана Уоллена стартовал с 6-го места в Hot 100, а «I Hope» попал в топ-10 с 10-го места. Раньше этого не было более 20 лет, с 13 мая 2000 года, когда песни Faith Hill «Breathe» и Lonestar «Amazed» заняли 3-е и 10-е места в Hot 100 соответственно.
В эту же неделю (7 ноября 2020 года) сингл «Forever After All» достиг первого места в основном кантри-чарте Hot Country Songs, став третьим чарттоппером певца в нём. Также она возглавила чарт Digital Song Sales.
15 мая 2021 года сингл «Forever After All» вернулся на первое место Hot Country Songs. «Forever» возобновляет лидерство в Hot Country Songs в свою 28-ю неделю, поднявшись с № 3 в момент, когда вышла делюксовая версия альбома What You See Is What You Get.
5 июня 2021 года сингл «Forever After All» вышел на первое место Country Airplay. Это новый рекорд: 11-й его чарттоппер после дебюта подряд и 6-й со второго студийного альбома What You See Is What You Get. Ранее были «Better Together» (5 недель на № 1 в январе 2021); «Lovin’ on You» (5, сентябрь 2020); «Does to Me» (2, мая 2020); «Even Though I’m Leaving» (5, ноябрь 2019); «Beer Never Broke My Heart» (2, август 2019). Шесть подряд чарттопперов последний раз было в 2017 году с альбома Kill the Lights Люка Брайана.

## Чарты
| Чарт (2020—2021)                    | Высшая позиция |
| ----------------------------------- | -------------- |
| Австралия (ARIA)                    | 14             |
| Австралия Country Hot 50 (TMN)      | 3              |
| Канада (Billboard Canadian Hot 100) | 3              |
| Канада (Billboard Country)          | 1              |
| Мир (Billboard Global 200)          | 4              |
| Ирландия (IRMA)                     | 36             |
| Новая Зеландия (RMNZ)               | 4              |
| Шотландия (OCC Scotland)            | 11             |
| США (Billboard Hot 100) ·           | 2              |
| США (Billboard Country Airplay)     | 1              |
| США (Billboard Hot Country Songs) · | 1              |
| США (Rolling Stone Top 100)         | 1              |

| Чарт (2020)                        | Позиция |
| ---------------------------------- | ------- |
| США (Hot Country Songs, Billboard) | 85      |

| Чарт (2021)                        | Позиция |
| ---------------------------------- | ------- |
| Мир (Global 200, Billboard)        | 116     |
| США (Billboard Hot 100)            | 18      |
| США (Country Airplay, Billboard)   | 2       |
| США (Hot Country Songs, Billboard) | 1       |

## Сертификации
| Регион                                                                      | Сертификация  | Продажи   |
| --------------------------------------------------------------------------- | ------------- | --------- |
| Австралия (ARIA)                                                            | 3× Платиновый | 210 000   |
| Канада (Music Canada)                                                       | Платиновый    | 80 000    |
| Великобритания (BPI)                                                        | Серебряный    | 200 000   |
| США (RIAA)                                                                  | 5× Платиновый | 5 000 000 |
| Данные о продажах + прослушиваниях приведены только на основе сертификации. |               |           |